# Железнодорожный транспорт в парках развлечений Walt Disney

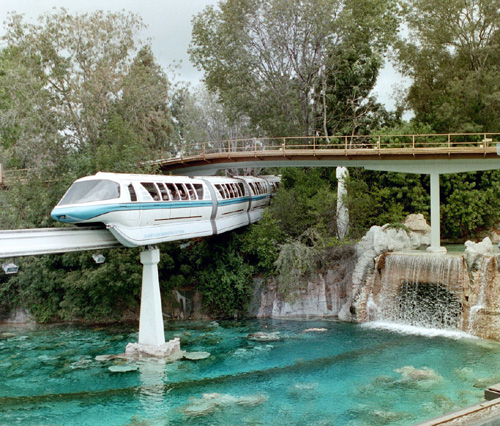
Mark V Monorail Blue в 2002 году

Железнодорожный транспорт в том или ином виде присутствует в каждом тематическом парке, находящемся под управлением Walt Disney Parks and Resorts, подразделением компании The Walt Disney Company. Широкое распространение железнодорожного транспорта в парках развлечений Walt Disney объясняется интересом Уолта Диснея к железным дорогам. Дисней лично настоял на том, чтобы в первом Диснейленде (Анахайм, США)), открытом 17 июля 1955 года, имелась железная дорога.

Так или иначе, я всегда любил поезда.
Оригинальный текст (англ.)Yes, in one way or another I have always loved trains.
— Уолт Дисней
Ниже представлен полный список всех железных дорог парков развлечений Walt Disney.

## Курорт Диснейленд
| Название                                                            | Расположение                                | Фотография                 | Тип двигателя                             | Ширина колеи                 | Дата открытия     | Дата закрытия    | Информация |
| ------------------------------------------------------------------- | ------------------------------------------- | -------------------------- | ----------------------------------------- | ---------------------------- | ----------------- | ---------------- | --- |
| Disneyland Monorail System                                          | Курортная зона                              | Disneyland Monorail System | Электрический двигатель (шина)            | монорельс                    | 14 июня 1959 года | -                | Первая действующая монорельсовая система на территории США. Имеет статус историко-механической достопримечательности (Historic Mechanical Engineering Landmark). Для проезда необходим входной билет в Диснейленд либо годовой абонемент на посещение парка. В настоящее время пассажиров перевозят монорельсовые поезда Mark VII. Ранее использовались модели Mark I, Mark II, Mark III и Mark V. |
| Disneyland Railroad                                                 | Диснейленд                                  | Disneyland Railroad        | Паровая машина                            | 914 мм (3 фута)              | 17 июля 1955 года | -                | Линия оформлена в стиле Тихоокеанской Карлвудской садовой железной дороги Уолта Диснея и узкоколейной железной дороги Уорда Кимбалла. Временно закрыта в 2016 году в связи с созданием новой секции в парке, посвящённой Звёздным войнам. Ожидается, что линия вновь заработает летом 2017 года.                                                                                                   |
| Main Street Vehicles                                                | Диснейленд                                  | Main Street Vehicles       | Конка                                     | 914 мм (3 фута)              | 17 июля 1955 года | -                | Помимо запряжённых лошадьми трамваев частью Main Street Vehicles также являются старинные автомобили, передвигающиеся без рельс. |
| Casey Jr. Circus Train                                              | Диснейленд                                  | Casey Jr. Circus Train     | Бензиновый двигатель внутреннего сгорания | 610 мм (2 фута)              | 31 июля 1955 года | -                | Поезд оформлен в виде Кейси Джуниора — антропоморфного локомотива, персонажа диснеевского мультфильма Дамбо. |
| Rainbow Caverns Mine Train / Mine Train Through Nature’s Wonderland | Диснейленд                                  |                            | Электрический двигатель (батарея)         | 762 мм (2 фута 6 дюймов)     | 2 июля 1956       | 2 января 1977    | Заменён американской горкой Big Thunder Mountain Railroad, которая включила в себя ряд элементов бывшего аттракциона. |
| Disneyland Viewliner                                                | Диснейленд                                  |                            | Бензиновый двигатель внутреннего сгорания | 762 мм (2 фута 6 дюймов)     | 26 июня 1957      | 15 сентября 1958 | Дорога заменена монорельсовой системой Disneyland Monorail System. |
| Jolly Trolley                                                       | Диснейленд                                  |                            | Электрический двигатель (батарея)         | 914 мм (3 фута)              | 24 января 1993    | 2003             | Бывшая железнодорожная линия и вагонетка не разобраны и в настоящее время служат декорацией в парке. |
| Red Car Trolley                                                     | Диснеевский парк калифорнийских приключений | Red Car Trolley            | Электрический двигатель (батарея)         | 1000 мм (3 фута 3 3⁄8 дюйма) | 15 июня 2012      | -                | Неработающая контактная сеть не была убрана, она является частью исторической трамвайной линии, открытой на месте аттракциона. Тем не менее, её роль исключительно декоративная, так как двигатель трамваев работает от батареи. |

## Диснейуорлд
| Название                          | Расположение                     | Фотография                        | Тип двигателя                  | Ширина колеи             | Дата открытия  | Дата закрытия                             | Информация |
| --------------------------------- | -------------------------------- | --------------------------------- | ------------------------------ | ------------------------ | -------------- | ----------------------------------------- | --- |
| Walt Disney World Monorail System | Курортная зона                   | Walt Disney World Monorail System | Электрический двигатель (шина) | монорельс                | 1 октября 1971 | -                                         | Для путешествия не требуется приобретать входной билет либо проездной документ. В настоящее время пассажиров перевозит монорельсовые поезда Mark VI, ранее использовались модели Mark IV.                             |
| Walt Disney World Railroad        | Волшебное королевство            | Walt Disney World Railroad        | Паровая машина                 | 914 мм (3 фута)          | 1 октября 1971 | -                                         | Все четыре используемых локомотива были построены компанией Baldwin Locomotive Works и до того, как были куплены Walt Disney Company, служили на United Railways of Yucatan, узкоколейной дороге в Юкатане (Мексика). |
| Main Street Vehicles              | Волшебное королевство            | Main Street Vehicles              | Конка                          | 914 мм (3 фута)          | 1 октября 1971 | -                                         | Помимо запряжённых лошадьми трамваев частью Main Street Vehicles также являются старинные автомобили, передвигающиеся без рельс.                                                                                      |
| Fort Wilderness Railroad          | Форт Уайлдернесс                 |                                   | Паровая машина                 | 762 мм (2 фута 6 дюймов) | 1973           | 1977 (регулярные рейсы); 1980 (все рейсы) | Технические проблемы, неудачная конструкция и высокая цена привели к закрытию этой железной дороги. |
| Wildlife Express Train            | Диснеевское королевство животных | Wildlife Express Train            | Дизельный двигатель            | 1016 мм (3 фута 4 дюйма) | April 21, 1998 | -                                         | Хотя используемые локомотивы выглядит старомодно, это современные модели, построенные компанией Severn Lamb. |

## Токийский дисней-курорт
| Название                   | Расположение         | Фотография                 | Тип двигателя                              | Ширина колеи             | Дата открытия   | Дата закрытия  | Информация |
| -------------------------- | -------------------- | -------------------------- | ------------------------------------------ | ------------------------ | --------------- | -------------- | --- |
| Disney Resort Line         | Курортная зона       | Disney Resort Line         | Электрический двигатель (шина)             | монорельс                | 27 июля 2001    | -              | Проезд по этой монорельсовой системе платный. A transfer to Maihama Station, served by the JR East rail network’s Keiyo Line and Musashino Line, Со станции Resort Gateway Station можно легко перейти к Maihama Station, находящуюся в ведении East Japan Railway Company (линии Кэйё и Мусасино). |
| Western River Railroad     | Токийский диснейленд | Western River Railroad     | Паровая машина                             | 762 мм (2 фута 6 дюймов) | 15 апреля 1983  | -              | Не используется как транспорт, поскольку линия содержит только одну станцию. |
| Jolly Trolley              | Токийский диснейленд |                            | Электрический двигатель (батарея)          | 914 мм (3 фута)          | 15 апреля 1996  | 14 апреля 2009 | Бывшая железнодорожная линия и вагонетка не разобраны и в настоящее время служат декорацией в парке. |
| DisneySea Electric Railway | Tokyo DisneySea      | DisneySea Electric Railway | Электрический двигатель (контактный рельс) | 762 мм (2 фута 6 дюймов) | 4 сентября 2001 | -              | Аттракцион оформлен в виде классической эстакадной железной дороги. |

## Парижский диснейленд
| Название                         | Расположение    | Фотография                       | Тип двигателя                             | Ширина колеи                 | Дата открытия                          | Дата закрытия | Информация |
| -------------------------------- | --------------- | -------------------------------- | ----------------------------------------- | ---------------------------- | -------------------------------------- | ------------- | --- |
| Gare de Marne-la-Vallee – Chessy | Курортная зона  | Gare de Marne-la-Vallee — Chessy | Электрический двигатель (контактная сеть) | 1435 мм (4 фута 8 1⁄2 дюйма) | 1 апреля 1992 (RER); 29 мая 1994 (TGV) | -             | Станция пригородной линии RER A, а также национальной сети TGV и международной высокоскоростной сети Eurostar.                                                              |
| Disneyland Railroad              | Парк Диснейленд | Disneyland Railroad              | Паровая машина                            | 914 мм (3 фута)              | 12 апреля 1992                         | -             | Исходно назывался Euro Disneyland Railroad и аббревиатура EDRR до сих пор может быть найдена на различных элементах аттракциона.                                            |
| Horse-Drawn Streetcars           | Парк Диснейленд | Horse-Drawn Streetcars           | конка                                     | 914 мм (3 фута)              | 12 апреля 1992                         | -             | В отличие от прочих парков Диснея, где весь старомодный транспорт представлен развлечением Main Street Vehicles, в Париже конка и автомобили вынесены в разные аттракционы. |

## Гонконгский дисней-курорт
| Название                      | Расположение           | Фотография                    | Тип двигателя                             | Ширина колеи                 | Дата открытия    | Дата закрытия | Информация |
| ----------------------------- | ---------------------- | ----------------------------- | ----------------------------------------- | ---------------------------- | ---------------- | ------------- | --- |
| Линия Диснейленд-Резорт       | Курортная зона         | Disneyland Resort Line        | Электрический двигатель (контактная сеть) | 1432 мм (4 фута 8 3⁄8 дюйма) | 1 августа 2005   | -             | Вместе с двумя станциями, Sunny Bay и Disneyland Resort, находится под управлением гонконгского метрополитена. Со станции Sunny Bay линией Тунчхун гокнконгского метро. Среди всех железнодорожных линий, построенных специально для парков развлечений Disney, является первой, непосредственно соединённой с внешней железнодорожной сетью. |
| Hong Kong Disneyland Railroad | Гонконгский диснейленд | Hong Kong Disneyland Railroad | Дизельный двигатель                       | 914 мм (3 фута)              | 12 сентября 2005 | -             | В отличие от остальных парков развлечений Walt Disney, где на аналогичных железнодорожных линиях задействованы паровые машины, локомотив Hong Kong Disneyland Railroad выглядит как паровоз, но оснащён дизельным двигателем. |

## Шанхайский дисней-курорт
| Название              | Расположение   | Фотография            | Тип двигателя                             | Ширина колеи                 | Дата открытия  | Дата закрытия | Информация                                  |
| --------------------- | -------------- | --------------------- | ----------------------------------------- | ---------------------------- | -------------- | ------------- | ------------------------------------------- |
| Disney Resort Station | Курортная зона | Disney Resort Station | Электрический двигатель (контактная сеть) | 1435 мм (4 фута 8 1⁄2 дюйма) | 26 апреля 2016 | -             | Станция линии 11 шанхайского метрополитена. |